# Shuhei Yomoda
Shuhei Yomoda (四方田 修平 Yomoda Shuhei?), född 14 mars 1973 i Chiba prefektur, är en japansk före detta fotbollsspelare och tränare.
Yomoda tränat J1 League-klubben, Hokkaido Consadole Sapporo.